# Still on Journey
『still on Journey』（スティル・オン・ジャーニー）は、柿原徹也の1枚目のミニアルバム。2010年11月24日にKiramuneから発売された。

## 概要
自身初となる歌手活動デビュー作品。豪華盤と通常盤の2種リリースされ、前者には、「my life my time」のPVやメイキングなどを収録したDVDが同梱されている。

## 収録曲
1. my life my time [3:56]
作詞・作曲・編曲：KOHEI
2. adrenaline [4:41]
作詞・作曲：SIMONSAYZ、編曲：R・O・N
3. Electric Monster [3:54]
作詞・作曲・編曲：宮崎誠
4. Number One [4:16]
作詞・作曲・編曲：KOHEI
5. thank you & smile [4:18]
作詞：末永茉己、作曲・編曲：R・O・N
6. Endless Journey [4:37]
作詞：BOUNCEBACK、作曲：夏海、編曲：Hirofumi Hibino

DVD
- 豪華盤のみ同梱。

1. my life my time（MUSIC CLIP）
2. making of 'still on Journey
3. TRAILER